# Історія конкурентної політики Європейського Союзу
Конкурентна політика ЄС спрямована на забезпечення ефективного функціонування Європейського економічного простору, що базується на ринковому механізмі. Фундаментальні основи сучасної конкурентної політики ЄС були закладені у Римському договорі, що набрав чинності 1 січня 1958 року. До цього деякі держави Європи вже робили спроби регулювати ситуацію на ринку, проте більшість з них не мали жодного успіху. 

## Розвиток конкурентної політики країн Європи до Другої Світової Війни
Якщо в США регулювання конкуренції почало діяти достатньо рано шляхом прийняття та  застосування Закону Шермана (1890 р.), Закону Клейтона (1914 р.)та Закону Уебба-Померена (1918 р.), Європа не мала спеціального відповідного законодавства до Першої Світової Війни, а в більшості країн – до Другої Світової Війни.
Вперше юридичні засоби у боротьбі з негативними проявами конкуренції з'явились у Франції. Тут раніше, ніж в інших країнах, концентрація капіталу досягла розмірів, що дозволили негативним проявам у господарській діяльності стати чинником, який гальмує розвиток економіки. У зв'язку з цим до Карного кодексу 1810 року було внесено статтю 419, яка дозволила непорядні конкурентні дії вважати порушенням чужих прав.. Проте ця стаття рідко застосовувалась, таким чином фактично організовувати картелі було можливо. Однією з перших зафіксованих подібних угод став створений у 1838р. картель Marseille, учасники якого займались виробництвом соди. З 1840-х почали з’являтись різноманітні картелі, що спеціалізувались на виробництві сталі та видобутку вугілля, пізніше до таких угод стали приєднуватись представники хімічної індустрії, виробники скла, порцеляни, цукру, солі, мила, бензину та паперу. Аналогічна ситуація склалась і в Австро-Угорщині [Архівовано 11 листопада 2013 у Wayback Machine.]. 
В Німеччині загалом передбачалось, що картелі існували як інструмент контролю нестабільності, спричиненої ціновими війнами. Окрім того, свобода договорів була одним з основних принципів конкурентного законодавства. Таким чином, угоди про встановлення домовленостей щодо цін були не тільки дозволеними, але й підкріплювались законодавчо. Дії проти картелів здійснювались лише в крайніх випадках, наприклад, коли діяльність картелю могла призвести до утворення абсолютної монополії. У 1900 році Німеччина стала епіцентром картельного руху, в 1905 році на її території існувало 385 картелів, що включали у себе понад 12 тис. підприємств. До 1910 року кількість угод у країні зросла до 700. 
В Австро-Угорській імперії рух картелів розповсюджувався у той самий спосіб, що у Німеччині. Експерти оцінили кількість австрійських картелів до Першої Світової Війни у близько 200 угод. Наймогутніші з них регулювали діяльність у сфері залізорудної та сталеливарної індустрії. 
Одночасно з національними угодами зі створення домовленостей між виробниками поширювались і міжнародні картелі. У 1879 році з’явилась Люксембурзько-Лотаринзька федерація компаній  з обробки  сировини та металів, у 1884 – Перша міжнародна асоціація виробників залізничного устаткування. Станом на 1987 рік, існувало понад 40 міжнародних картельних угруповань за участю німецьких виробників, Британія була залучена до 22 з них, Австрія - у 13, Бельгія – у 10 і Франція – у 9.

## Післявоєнний період
У Європі до початку Другої світової війни монополії почувалися досить комфортно, адже більшість держав тривалий час не мали конкурентного законодавства. Після війни американська окупаційна влада намагалася вжити в Німеччині законодавчих заходів, спрямованих на ліквідацію свавілля монополій, але це було досить важко зробити. Першу спробу було здійснено у 1945 році через рішення винесені на Потсдамській конференції. В 1947 році було прийнято специфічні правила орієнтовані на декартелізацію німецької економіки спочатку в «Американській зоні», а потім і в «Британо-американській зоні».
Іншою американською стратегією, що мала здійснити вплив на конкурентну політику Європейських держав, стала Програма відновлення Європи, більшість країн-учасниць якої ввели ряд законів, що стосувались антитрастового регулювання. Проте зазвичай ці закони приймались суто формально, щоб уникнути протиріч з Америкою. Так, Австрійський уряд у коментарі до закону про картелі, прийнятому в 1951 році, наголошував, що картельні угоди не обов’язково є такими, що шкодять конкуренції, а можуть, навпаки, бути корисними через свій стабілізуючий вплив на економіку. Конкурентне законодавство також було прийняте у Нідерландах у 1951 та у Франції у 1953 році, проте ці закони не мали практичних наслідків. Загалом, американському керівництву не вдавалось здійснити значного впливу на стан конкуренції  в Європі, хоч заради цієї мети в різний час залучались навіть такі організації як Міжнародна Організація Торгівлі, Рада Європи та ГАТТ.
Лише угода про створення Європейського Об'єднання вугілля та сталі, за якою були введені певні обмеження на антиконкурентні дії в межах самого об'єднання, призвела до змін. Стаття 65 цього договору  передбачала заборону на обмежувальну практику чи угоди, що мали на меті «завадити, обмежити, чи зруйнувати нормальний перебіг операції на конкурентному ринку», стаття 66 забороняла «недозволені концентрації» та надавала дозвіл Вищій владі об'єднання боротися з діями підприємств, що утримували домінуючу позицію на ринку  [Архівовано 16 травня 2015 у Wayback Machine.]. Таким чином, вперше, принаймні теоретично, було прийнято норми про транснаціональне регулювання конкуренції пов’язане з лібералізацією торгівлі в межах ЄОВС. 
Таким чином на момент створення Європейського Співтовариства національні конкурентні законодавства окремих держав-членів були в примітивному стані. Зокрема, в Бельгії, Італії та Люксембурзі не було жодного закону, що стосувався б конкуренції. У Нідерландах закон про економічну конкуренцію вимагав реєстрації контрактів, французьке законодавство стосувалося переважно вертикальних угод. Лише в Німеччині, як вже зазначалось, через безпосередній вплив Америки, конкуренте законодавство було задовільним.

## Розвиток конкурентної політики ЄС
Справжня історія конкурентної політики в Європі розпочинається у 1957 році, з прийняттям Римського договору, у якому були викладені основні положення про співробітництво в рамках Європейської економічної спільноти. Він набрав чинності 1 січня 1958 року. Суттєві поправки до нього в 1992 році були внесені Маастрихтським, а в 1997 р. – Амстердамським договорами. Правові норми, закріплені в Римському і наступних договорах, створюють фундаментальну базу законодавства ЄС та функціонування всіх його інституцій. 
Стаття 85 Договору ввела заборону на будь-які види картельних об’єднань, а також на обмежувальну ділову практику, що могла б шкодити конкуренції на ринку. Заходи статті 90 регулювали державні монополії, статтею 92 ввелась заборона на надання державної допомоги, що могла б шкодити конкуренції [Архівовано 11 листопада 2013 у Wayback Machine.]. Таким чином, процес врівноваження конкурентного становища на теренах Європи розпочався. Органом, що впроваджувала і продовжує впроваджувати законодавчу базу конкурентної політики в Європі стала Європейська Комісія. Їй було надано всі необхідні права та інструменти, як то право на проведення розслідувань, на накладання штрафів та санкцій і т.д. Спільна конкурентна політика ЄЄС призвела до появи національних конкурентних законодавств країн-членів об'єднання. Після підписання Римського Договору кожна держава-член розробила власні конкуренційні норми, чи адаптувала існуючі. Друга хвиля прийняття конкурентного законодавства в Європі відбулась у 70-х, третя – у 90-х, відповідно до хвиль розширення Співтовариства. 
Протягом останніх десятиліть XX століття, конкурентне середовище в Європі пережило значні структурні зміни під впливом процесів глобалізації, появи нових технологій, появи Європейського Союзу  як такого та розвитку його внутрішнього ринку і, звісно, запровадження монетарного союзу. Всі ці фактори сприяли появі нових вимог до загальноєвропейської конкурентної політики. 
У першій половині 80-х, постала криза застарілих індустрій, таких як хімічна та текстильна. Процес реструктуризації став неминучим. Більшість європейських урядів запропонувала індустріям державну підтримку у вигляді значних потоків субсидій. Через моментальну появу  ефекту спотворення конкуренції, у другій половині 80-х міру субсидування було знижено та основним напрямком державної допомоги стали науково-дослідницькі роботи . 
Приватизація державних підприємств та лібералізація внутрішнього фінансового ринку вплинули на структури ринку капіталів у Європі, таким чином, що кількість злиттів зросла . У 1989 році було прийняте Розпорядження про злиття  [Архівовано 11 листопада 2013 у Wayback Machine.], що дозволило Європейській Комісії розглядати справи про злиття лише в тих випадках, коли в результаті даної операції компанія отримувала певний рівень прибутку чи долю ринку.
Зі зміною економічного середовища, кількість справ, з якими мала розбиратись Європейська Комісія зростала. Найголовніша зміна конкурентного законодавства в Європі відбулась у квітні 1995 року, коли Європейська Комісія випустила так звану Білу Книгу [Архівовано 26 січня 2014 у Wayback Machine.]. Пропозиції Комісії були прийняті Європейською Радою у грудні 2002 року. Основним нововведенням згідно цих пропозиції стало те, що Комісія мала відслідковувати лише міжнародні і значні за розміром справи, малі ж справи відносились до юрисдикції держав, на території яких відбувалось порушення.  Така пропозиція була підтримана в контексті розмежування компетенції між Європейським Союзом і його державами-членами, що є одним з головних питань, визначених у  Ніццькому договорі, а також у Лаекенській декларації. Йдеться про те, щоб встановити чіткий і точний розподіл компетенції Союзу, поважаючи при цьому принципи субсидіарності і пропорційності.
Останнім найбільш суттєвим актом, який вніс зміни до принципів функціонування ЄС, стала Лісабонська угода, підписана представниками держав-членів ЄС 13 грудня 2007 року в м. Лісабон. Цей договір набрав чинності 1 грудня 2009  року, запровадивши, зокрема, реформи інститутів ЄС, точніший розподіл повноважень  та зміни у процедурі ухвалення та прийняття рішень [Архівовано 11 листопада 2013 у Wayback Machine.].

## Сучасна конкурентна політика Європейського Союзу
Політика Європейської Спільноти щодо конкуренції  базується на п’яти основних принципах:
- заборонені узгоджені дії, угоди та об’єднання між підприємствами, що можуть негативно вплинути на торгівлю між країнами-членами, завадити конкуренції в межах спільного ринку, обмежити чи спотворити її;

- заборонено користуватися перевагами панівного становища на ринку, коли це може негативно вплинути на торгівлю між країнами-членами;

- контроль за державною допомогою в країнах-членах у будь-якій формі, що загрожує вільній конкуренції, бо дає переваги окремим підприємствам чи виробництву окремих товарів;

- плани злиття в масштабах Європи оцінюються з позиції потенційних наслідків для конкуренції і можуть стати забороненими;

- лібералізація деяких секторів, у яких донині панувала монополія певних державних чи приватних підприємств (наприклад, телекомунікації, транспорт чи енергетика).

Винятки з правил допускаються у випадках, коли угода між підприємствами веде до вдосконалення виробництва чи розповсюдження продукції,сприяє науково-технічному прогресові, у схемах державної програми допомоги, соціальних субсидій або дотацій на розвиток культури чи збереження культурної спадщини [Архівовано 18 квітня 2007 у Wayback Machine.].